# Список галузей сільського господарства

## Сільське господарство

### Рослинництво(Рільництво, Землеробство)
- Баштанництво
- Буряківництво
- Виноградарство
- Городництво
- Землеробство зернобобових культур
- Землеробство зернових культур
- Землеробство зерново-круп'яних культур
- Землеробство кормових трав
- Землеробство прядильних культур
- Землеробство технічних культур
- Картоплярство
- Квітникарство
- Коноплярство
- Льонарство
- Льонопереробка
- Льонопрядіння
- Льоноткацтво
- Льоночесання
- Насінництво
- Овочівництво
- Парникарство
- Плодівництво
- Садівництво
- Хмелярство
- Ягідництво

### Тваринництво
- Бджільництво
- Вівчарство
- Конярство
- Кролівництво
- Молочарство
- Оленярство
- Птахівництво
- Рибництво
- Свинарство
- Скотарство
- Хутрівництво, хутрове звірівництво
- Шовківництво

## Харчова промисловість(є складовоюПереробної промисловості)
- Борошномельно-круп'яна промисловість
- Цукрова промисловість
- Кондитерська промисловість
- Консервна промисловість
- Маслобійна промисловість
- М'ясна промисловість
- М'ясо-молочна промисловість
  - Молочна промисловість
- Олійноекстракційна промисловість